# Cyclophora brightoni
Cyclophora brightoni là một loài bướm đêm trong họ Geometridae.